# Парламентские выборы в Кабо-Верде (1991)
Парламентские выборы состоялись в Кабо-Верде 13 января 1991 года, это были первые многопартийные выборы в стране, которые ранее были однопартийным государством с Африканской партией независимости Кабо-Верде (PAICV) в качестве единственной легальной партии. Количество мест было сокращено с 83 до 79. Результатом стала победа Движения за демократию, которое получило 56 из 79 мест. Явка избирателей составила 75,3 %.